# Vertikale Redundanzprüfung
Die vertikale Redundanzprüfung (englisch vertical redundancy check, daher oft VRC oder auch Querparitätsprüfung) ist ein Verfahren zur Fehlererkennung mittels zu jedem Zeichen zusätzlich übertragener Redundanzinformation. Eine sehr verbreitete Methode ist das Übertragen eines Paritätsbit (auch Parity-Bit genannt) bei digitaler Datenübertragung.

## Beispiel: Paritätsbit
An jedes Datenwort wird ein zusätzliches Bit (Paritätsbit) angehängt, so dass Parität entsteht. Das heißt, dass die Quersumme über die einzelnen Bits des Datenworts, eine gerade (gleiche Parität) oder ungerade (ungleiche Parität) Zahl ergeben muss.
So können bei der Datenübertragung 1-Bit Fehler erkannt werden. Treten zwei Bitfehler zur gleichen Zeit auf, kann dies mit Paritätsprüfverfahren nicht erkannt werden.
Das folgende Beispiel zeigt einige 8-Bit Datenwörter mit angehängtem Paritätsbit (rot dargestellt) zur Herstellung gleicher Parität:
```
   11011101|
0
 (Quersumme: 6)
   10111001|
1
 (Quersumme: 5)
   00110011|
0
 (Quersumme: 4)
```